# Haringe
Haringe, naziv za skupinu različitih riba koje žive uglavnom u morima i malog su ili srednjeg rasta iz porodice srdeljki ili clupeidae. Tijelo im je pokriveno okruglastim krljuštima koje lako spadaju. Trbušna strana tijela je srebrnaste boje i duž nje se pruža niz krljušti koje imaju oštar greben. Na toj strani tijela se dodiruju lijevi i desni škržni poklopac. Imaju samo jedno leđno peraje koje stoji nasuprot trbušnom, a repna peraja je duboko usječena. Žive u plovama koja mogu imati velike razmjere na otvorenom moru i hrane se crvima, mekušcima i ikrom.
Ribe koje se tradicionalno nazivaju haringama pripadaju različitim rodovima, U pravom smislu to su: rod clupea s vrstama Clupea bentincki (araukanijska haringa), Clupea harengus (atlantska haringa), Clupea manulensis i Clupea pallasii (pacifička haringa). Ostale ribe koje se nazivaju haringama pripadaju drugim rodovima:
- Alosa (riječne haringe),
- Amblygaster,
- Chirocentrodon,
- Dayella,
- Ehirava,
- Gilchristella,
- Herklotsichthys,
- Laeviscutella,
- Lile,
- Neoopisthopterus,
- Odaxothrissa,
- Odontognathus,
- Opisthonema,
- Opisthopterus,
- Pliosteostoma,
- Poecilothrissa,
- Potamalosa,
- Potamothrissa,
- Sauvagella,
- Sierrathrissa,
- Spratelloides,
- Spratellomorpha,
- Stolothrissa,
- Thrattidion[1]

## Vanjske poveznice
- Bionet škola  Arhivirana inačica izvorne stranice od 3. veljače 2012. (Wayback Machine)
- FishBase info za Clupeidae
- Miko's Phylogeny Archive